# John Ashley
John Ashley, nato John Atchley (Kansas City, 25 dicembre 1934 – New York, 3 ottobre 1997), è stato un attore e produttore cinematografico statunitense.

## Biografia
Nato in Missouri, crebbe in Oklahoma per adozione.
Il suo primo ruolo importante nel mondo del cinema fu quello nel film Dragstrip Girl (1957). Da allora girò diversi film per la casa di produzione American International Pictures, tra cui Motorcycle Gang (1957) e Gli arditi del settimo fucilieri (1958).
Al di fuori della AIP interpretò un piccolo ruolo nel film Ora zero (1957) e recitò ne La figlia di Frankenstein (1958). Nel 1958 fece un cameo nel film How to Make a Monster, mentre recitò da protagonista nel film Hot Rod Gang diretto da Lew Landers.
Oltre a recitare, era anche un cantante. Pubblicò, verso la fine degli anni '50, i brani Bermuda, Let Yourself Go Go Go, Seriously in Love (1958), Let the Good Times Roll (1958), Born to Rock (1958), mentre nel 1961 registrò The Net/The Hangman.
Dopo la fine del suo contratto con la AIP, lavorò stabilmente in televisione. Apparve in episodi delle serie TV Frontier Doctor (1959), The Deputy (1959) con Henry Fonda, The Millionaire (1960) e Carovane verso il West (1960- 1963).
Tornò ai film con High School Caesar (1960), per la regia di O'Dale Ireland. Nel periodo 1961-1962 fu coprotagonista della serie TV Straightaway, recitando in 26 episodi. Al contempo apparve in Death Valley Days, Gli uomini della prateria, The Beverly Hillbillies e Petticoat Junction.
Nel 1963 recitò nel film Vacanze sulla spiaggia, in cui interpretò Ken, amico di Frankie (Frankie Avalon). Il successo di questo film gli permise di essere ingaggiato nel sequel Muscle Beach Party (1964) in Bikini Beach (1964), e in Sergeant Dead Head (1965), in cui interpretò ancora una volta il miglior amico di Avalon. Interpretò invece il suo rivale nel film Una sirena sulla spiaggia (1965). Sia in Sergeant Dead Head che in Una sirena sulla spiaggia recitò Deborah Walley, attrice con cui Ashley fu sposato da 1962 al 1966 e da cui ebbe un figlio. Ashley si sposò altre due volte, con Nancy Moore (da cui ebbe un altro figlio) e con Jan Ashley Glass.
Recitò da protagonista nel film per la televisione The Eye Creatures (1965), remake del film Invasori dall'altro mondo. Nel film Io sono Dillinger (1965) interpretò Baby Face Nelson. Un altro film a tema "festa in spiaggia" da lui interpretato fu How to Stuff a Wild Bikini (1965). Apparve inoltre nella serie TV Selvaggio west nel 1966.
Nel 1968 ricevette un'offerta per girare un film nelle Filippine., Terrore sull'isola dell'amore, per la regia di Eddie Romero e Gerardo de León. Romero diresse Ashley anche in Manila, Open City (1968). Recitò inoltre in Hell on Wheels (1967) al fianco di Marty Robbins. Ottenne anche un piccolo ruolo in 2001: Odissea nello spazio (1968), interpretando un astronauta; una parte che fu tagliata in alcune edizioni del film.
In seguito ritornò in Oklahoma, ma fece nuovamente ritorno nelle Filippine per girare Mad Doctor of Blood Island (1968), film co-diretto da Romero; nonché il terzo capitolo di questa serie di film intitolato La bestia di sangue (1970).
Dopo aver fondato una sua casa di produzione chiamata Four Associates Ltd, apparve nel film The Beast of the Yellow Night (1971), ancora diretto da Eddie Romero. Nel 1975 ritornò a recitare in film americani con Smoke in the Wind.
Ashley fu produttore esecutivo del film Sesso in gabbia (1971), che ottenne successo e che avviò un ciclo di film sulle donne in prigione. Recitò poi in The Woman Hunt (1972), un rifacimento de La partita più pericolosa, e ne Il crepuscolo della scienza (1972), ancora con Romero alla regia. Ashley e Romero furono poi alla produzione di Donne in catene. Fu produttore e attore nei film Beyond Atlantis (1973) e Tre magnifiche canaglie (1974), sempre per la regia di Romero. Nel 1974 ricevette un premio per il suo contributo all'industria cinematografica nelle Filippine da parte dell'Accademia locale. Fece anche una consulenza a Francis Ford Coppola per la location filippina di Apocalypse Now.
Ritornato definitivamente negli Stati Uniti, fu alla produzione dei film televisivi Coach of the Year (1980) e Will: The Autobiography of G. Gordon Liddy (1982), entrambi interpretati da Robert Conrad. 
Nel periodo 1983-1986 fu narratore e voce in A-Team, ma per lo stesso telefilm fu anche produttore di 62 episodi (1983-1985) e produttore esecutivo di altri 35 episodi (1985-1987).
Sempre per la TV, produsse 9 episodi di Glendora (1982), 26 episodi de Le notti del lupo (1987-1988) e 8 episodi di Fuga dallo spazio (1988-1989). Nel ruolo di produttore esecutivo lavorò anche per Hardball (2 episodi; 1989), per il film TV Viaggio al centro della Terra (1993), per 23 episodi di Walker Texas Ranger (1993-1994), per la serie Marker (1995).
Tornò a recitare con un piccolo ruolo nel film Una mamma invisibile (1996).
Il suo ultimo film da produttore fu La faccia violenta della legge (1998). Morì di infarto il 3 ottobre 1997, proprio durante le riprese di questo film, all'età di 62 anni.

## Filmografia

### Attore

#### Cinema
- Dragstrip Girl, regia di Edward L. Cahn (1957)
- Motorcycle Gang, regia di Edward L. Cahn (1957)
- Ora zero (Zero Hour!), regia di Hall Bartlett (1957)
- Gli arditi del settimo fucilieri (Suicide Battalion), regia di Edward L. Cahn (1958)
- How to Make a Monster, regia di Herbert L. Strock (1958)
- Hot Rod Gang, regia di Lew Landers (1958)
- La figlia di Frankenstein (Frankenstein's Daughter), regia di Richard E. Cunha (1958)
- High School Caesar, regia di O'Dale Ireland (1960)
- Hud il selvaggio (Hud), regia di Martin Ritt (1963)
- Vacanze sulla spiaggia (Beach Party), regia di William Asher (1963)
- Muscle Beach Party, regia di William Asher (1964)
- Bikini Beach, regia di William Asher (1964)
- Una sirena sulla spiaggia (Beach Blanket Bingo), regia di William Asher (1965)
- Io sono Dillinger (Young Dillinger), regia di Terry O. Morse (1965)
- How to Stuff a Wild Bikini, regia di William Asher (1965)
- Sergeant Dead Head, regia di Norman Taurog (1965)
- Hell on Wheels, regia di Will Zens (1967)
- Terrore sull'isola dell'amore (Brides of Blood), regia di Gerardo de Leon e Eddie Romero (1968)
- Manila, Open City, regia di Eddie Romero (1968)
- Mad Doctor of Blood Island, regia di Gerardo de Leon e Eddie Romero (1968)
- La bestia di sangue (Beast of Blood), regia di Eddie Romero (1970)
- The Beast of the Yellow Night, regia di Eddie Romero (1971)
- Il crepuscolo della scienza (The Twilight People), regia di Eddie Romero (1972)
- The Woman Hunt, regia di Eddie Romero (1972)
- Beyond Atlantis, regia di Eddie Romero (1973)
- Tre magnifiche canaglie (Savage Sisters), regia di Eddie Romero (1974)
- Black Mamba, regia di George Rowe (1974)
- Smoke in the Wind, regia di Joseph Kane (1975)
- Sudden Death, regia di Eddie Romero (1977)

#### Televisione
- Men of Annapolis – serie TV, episodi 1x11-1x23-1x33 (1957)
- Jefferson Drum – serie TV, episodio 1x01 (1958)
- Frontier Doctor – serie TV, episodio 1x34 (1959)
- The Deputy – serie TV, episodio 1x02 (1959)
- The Millionaire – serie TV, episodio 6x28 (1960)
- Death Valley Days – serie TV, episodio 10x02 (1961)
- Straightaway – serie TV, 26 episodi (1961-1962)
- Carovane verso il West (Wagon Train) – serie TV, episodi 3x28-6x16 (1960-1963)
- Petticoat Junction – serie TV, episodio 1x01 (1963)
- Il dottor Kildare (Dr. Kildare) – serie TV, episodio 3x30 (1964)
- The Eye Creatures, regia di Larry Buchanan – film TV (1965)
- Selvaggio west (The Wild Wild West) – serie TV, episodio 2x09 (1966)
- The Beverly Hillbillies – serie TV, episodi 1x35-4x19-6x08 (1963-1967)
- Hardcastle & McCormick (Hardcastle and McCormick) – serie TV, episodio 1x06 (1983)
- A-Team (The A-Team) – serie TV, 84 episodi (1983-1986)